# 55 ق هـ
55 ق هـ هي السنة الخامسة والخمسون السابقة للهجرة النبوية (في التقويم الهجري)، وهي توافق ما بين سنتي 568 و569 حسب التقويم الميلادي، أي أنها بدأت في سنة 568م وانتهت في سنة 569م.

## مواليد
- الهذيل بن هبيرة شاعر من قبيلة تغلب